# Макасид
Макасид (араб. مقاصد‎) — арабское слово, обозначающее цель или намерение. В исламском праве этот термин означает «задачи, замыслы, главные цели, особые смыслы предписаний ислама»
Что касается шариата, то современные мусульманские ученые выделяют пять основных целей (макасид аш-шариа):
1. Защита религии (дин)
2. Защита жизни (нафс)
3. Защита потомства (насль)
4. Защита разума(акль)
5. Защита имущества(маль)

## История
Некоторые понятия, относящиеся к определению целей шариата, появились ещё в работах выдающихся исламских мыслителей Абу-ль-Маали аль-Джувайни и его ученика Абу Хамида аль-Газали в 11-12 веках. Последний расположил потребности в религии, жизни и т.д в приведенном выше порядке по степени их приоритетности и ввел понятие защиты этих потребностей. Дальнейшее развитие теория целей шариата получила в работах Ибн аль-Кайима, который провел основательную критику «правовых хитростей» (аль-хийал аль-фикхийя), утверждая, что они являются абсолютной противоположностью целей шариата. Его подход к выделению универсальных целей шариата иллюстрируют следующие слова:
В основе шариата лежат мудрость и благо, приносящие людям пользу как в земной жизни, так и в загробной. Шариат всецело построен на справедливости, мудрости и благе (маслаха). И если при рассмотрении какого-либо вопроса в итоге будет выведена норма, которая вместо справедливости и милосердия приведет к жестокости, вместо пользы принесет вред, а вместо мудрости явит глупость, то это шариатом никак не может быть, даже если кто-то будет интерпретировать это как шариат.
Однако законченный вид учение о целях шариата приобрело в работе Абу Исхака аш-Шатиби аль-Мувафакат фи усуль аль-фикх. Он определил макасид аш-шариа как «достижение добра, благосостояния, пользы, преимуществ и защиты от зла, вреда, утрат». По словам аш-Шатиби, юридические цели исламского права «являются преимуществами, предусмотренными законом. Таким образом, тот, кто сохраняет юридическую форму, искажая содержание, не соблюдает закон.»
Однако только в наше время исламские ученые вновь проявили новый интерес к макасид аш-шариа. Новый этап в их изучении начался с работы тунисского ученого Мухаммада Аль-Тахира ибн Ашура (1973 г. н. э.). С начала века многие исламские ученые, в том числе Мохаммад Хашим Камали, профессор Имран Ниязи, Ахмад Райсуни, Халим Райн, Джассер Ауда и Тарик Рамадан внесли вклад в развитие учения о целях шариата. Например, в контексте макасид аш-шариа было установлено, что аборт может быть разрешен в ситуациях, соответствующих критериям Даруры, когда сохранение жизни матери является первостепенной задачей.

## Современность
10 июля 2014 года премьер-министр Малайзии Наджиб Разак выступил с речью, призвав положить конец конфликту между шиитами и суннитами. Он заявил, что Малайзия может быть 
«примером для других мусульманских стран в отношении того, что значит быть прогрессивной и развитой нацией, основанной на пяти целях шариата, — поддерживать веру, жизнь, интеллект, потомство и собственность». 
«Политика нашего правительства всегда основывалась на пяти принципах целей шариата (макасид аш-шариа)… давайте будем примером мусульманской страны, которая развивается и прогрессирует на основе целей шариата»